# Anything Goes
Anything Goes é um musical estadunidense com música e letra de Cole Porter. Os roteiro original da obra foi um foi um esforço colaborativo entre Guy Bolton e PG Wodehouse, tendo sido revisto pela equipe de Howard Lindsay e Russel Crouse. A história trata sobre eventos que ocorrem dentro de um navio que faz viagem entre Nova York a Londres. Billy Crocker é um passageiro que entrou de forma clandestina no navio e se apaixona pela herdeira Hope Harcourt, que está noiva do Lord Evelyn Oakleigh. Com a ajuda da cantora de boate Reno Sweeney e de seu amigo Moonface Martin, Billy tenta ganhar o amor de Hope. O musical apresenta canções como "Anything Goes", "You're the Top", e "I Get a Kick Out of You."

## Historia
A ideia original sobre um musical sobre uma viagem em um cruzeiro veio do produtor Vinton Freedley, que na época vivia em um barco após abandonar os Estados Unidos para fugir de seus credores.
Ele selecionou a equipe de roteiristas, PG Wodehouse e Guy Bolton, e a estrela, Ethel Merman. O primeiro esboço do show foi chamado de Crazy Week, que se tornou Hard to Get e, finalmente, Anything Goes. O roteiro  original envolvia uma ameaça de bomba, um naufrágio, e por fim uma ilha deserta, entrementes, apenas algumas semanas antes do show abrir, um incêndio a bordo do navio de passageiros SS Morro Castle em 1930) provocou a morte de 138 passageiros e tripulantes. De acordo com uma versão, 
Freedley julgou que prosseguir com uma apresentação sobre um tema semelhante seria um tanto de gosto duvidoso, e ele insistiu em mudanças no script. No entanto, o historiador de teatro Lee Davis sustenta que Freedley queria o script mudasse pois o mesmo era "uma grande bagunça."

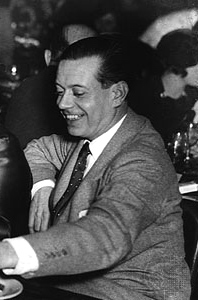
Cole Porter em 1934

Bolton e Wodehouse estavam na Inglaterra no momento e, portanto, não estavam disponíveis, assim Freedley voltou-se para seu diretor, Howard Lindsay, para escrever um novo livreto. Lindsay recrutou o agente de imprensa Russel Crouse como seu colaborador, começando uma parceria que duraria anos.  Os papéis de Billy Crocker e Moonface Martin foram escritos pela então bem famosa equipe de William Gaxton e Victor Moore. Porter escreveu a maior parte de Anything Goes  na mansão de Rosecliff em Newport, Rhode Island, enquanto permaneceu como um hóspede lá.

## Sinopse
Quatro versões do libreto de  Anything Goes  existem;  o original de 1934, o do reavivamento de 1962, o de 1987 e o último de 2011. A história foi revista, embora todos envolvam complicações românticas semelhantes a bordo do SS American e apresentam os mesmos personagens principais. A parte musical foi alterada, com algumas músicas cortadas e outras transferida para diferentes cenas e personagens, ou  aumentada com várias outras canções de Porter de outros shows.

### Libreto de 1934
Ato I
Billy Crocker, um jovem corretor de Wall Street, apaixona-se por amor à primeira vista com uma bela garota que ele conheceu em um táxi. Seu chefe, Eliseu J. Whitney, está se preparando para fazer um negócio e vai viajar para Londres a bordo do SS  American . A “religiosa” que virou cantora de boate, Reno Sweeney, vai viajar a bordo do mesmo navio. Billy vê Reno apenas como uma amiga, mas ela obviamente tem sentimentos por ele, ("I Get A Kick Out of You"). Billy vai para o cais para dizer adeus a seu chefe e Reno, ("Bon Voyage") e vislumbra a misteriosa garota de novo. Ele descobre que ela é herdeira Hope Harcourt e, escoltada por sua mãe, a Sra Harcourt, está no seu caminho para a Inglaterra com seu noivo Lord Evelyn Oakleigh, um nobre britânico, mas abafado e infeliz. Billy resolve pegar viagem no navio ilegalmente no intuito de ganhar o amor de Hope. "Moonface" Martin, gangster também conhecido como "Public Enemy 13", e sua namorada, Bonnie, se disfarçaram como missionários religiosos e inocentemente tentam ajudar Billy, equivocadamente deixando para trás o seu líder, "Snake Eyes" Johnson, Public Enemy 1.
Bonnie e Moonface resolvem deixá-lo usar o passaporte e bilhete de “Snake Eyes” Johnson sem lhe dizer a quem pertencem. Quando ele vai sai para tomar um pouco de ar, Billy e Hope se encontram de novo, e descobre-se que ela também não conseguiu parar de pensar nele também, ("All Through The Night"). Embora a Hope prefira Billy, ela insiste que deve-se casar com Evelyn, embora não dê nenhuma razão. Sem o conhecimento de Billy, empresa da família de Hope está com problemas financeiros e um casamento com Evelyn iria promover uma fusão e salvá-la. A tripulação do navio recebe uma mensagem de Nova York dizendo que Public Enemy 1 está a bordo. Moonface admite sua verdadeira identidade para Billy e ele e Bonnie conspiram para disfarçar Billy como um membro da tripulação, pois ele agora é presumido ser “Snake Eyes” Johnson.
Um quarteto de marinheiros do navio confortam-se com o pensamento de romance ("There'll Always Be a Lady Fair"). No convés, Bonnie atrai os mesmos ("Where Are The Men?"), para depois roubar um de seus uniformes para Billy.
Hope discute seu casamento iminente com Evelyn e descobre que ele não está particularmente satisfeito com o engajamento. Billy pede Reno para ajudar a separar Evelyn e Hope, com ela concordando. Billy e Reno reafirmam sua amizade, ("You’re the Top"). Reno lança seu charme em Evelyn, que depois a convida para um drinque em sua cabine. Ela e Moon tramam que Moon deve invadir a cabine depois e descobrir Reno seminua nos braços de Evelyn, proporcionando razão suficiente para romper o noivado. No entanto, quando Moon invade o quarto,  em vez disso ele vê Reno completamente vestida e Evelyn quase despido. Moon tenta inventar alguma explicação indecente para a situação, mas Evelyn insiste que ele estaria bastante satisfeito por qualquer rumor que o descrevesse como um amante apaixonado, especialmente se Hope ouvisse. Moon admite que a trama falhou.
A tripulação descobre que Billy não é um marinheiro, e Moon e Reno criam um novo disfarce para ele a partir de um par de roupas roubadas. Reno diz para Billy que Evelyn a beijou, e que ela tem certeza de que ela será Lady Oakleigh em breve, uma vez que o amor “é muito dinâmico nos dias de hoje”, (Anything Goes). A Sra Harcourt, desconfiada, desmascara Billy e a tripulação e os passageiros percebem que ele é o homem que está sendo procurado. Como “Snake Eyes” Johnson, Billy torna-se uma celebridade instantânea.
Ato II
Billy é honrado por ambas tripulação e passageiros como "inimigo público número um". Ele diz ao Capitão que Moon (que ainda está disfarçado como um ministro) está o ajudando para deixar o “mau caminho”. Moon é convidado para liderar uma cerimônia religiosa no salão do navio. Os passageiros confessam seus pecados para o "reverendo", e Lord Evelyn admite ter tido um caso de uma noite com uma jovem chinesa, Plum Blossom (Flor de Ameixa, em português). Hope não fica contente com o disfarce de Billy, e para agradá-la, ele confessa a todos que ele não é realmente “Snake Eyes” Johnson. Moon tenta compensar, revelando que ele não é um ministro; ele é o inimigo público número treze. O capitão envia os dois para a cela do navio. Reno tentar restaurar o estado de espírito da cerimônia religiosa ("Blow, Gabriel Blow").
Moon tenta animar Billy ("Be Like a Bluebird"). Billy acredita que ele nunca mais vai ver Hope de novo; ele e Moon não podem deixar sua cela até que eles voltem para a América. Encontram na cela um grupo de chineses que foram presos após enganar os passageiros da terceira classe. Moon e Billy os desafiam para um jogo de strippoker, ganhando a roupa dos chineses e disfarçando-se novamente.
Billy, Moon, e Reno aparecem na propriedade de Oakleigh em trajes chineses. Billy e Moon dizem ao tio de Oakleigh que eles são parentes de "Plum Blossom" e ameaçam divulgar indiscrição de Evelyn se ele não se casar com ela. Oakleigh dinheiro para suborna-los e Moon alegremente aceita o dinheiro, a muito desgosto de Billy e Reno.
Billy e Reno encontram Hope e Evelyn, que estão ambos descontentes com a perspectiva de seu matrimônio. Hope declara que ela desesperadamente quer se casar com Billy  ("The Gypsy in Me"). Billy então vê Whitney e, finalmente, descobre que o casamento de Evelyn e Hope vai ocorrer devido à fusão de negócios. Billy percebe que é Oakleigh que está manipulando todos eles; A empresa de Hope é a que realmente vale milhões. Whitney se oferece para comprar a empresa de Hope a um preço exorbitante, e ela aceita. O casamento é descartado já que a fusão se torna impossível. Billy e Esperança se casam, assim como fazem Reno e Evelyn. Uma mensagem do governo dos EUA corrige os problemas de passaporte de Billy e declara  que Moon é "inofensivo".

## Personagens
- Reno Sweeney — Uma “religiosa” que se tornou uma cantora de boates e amiga antiga de Billy.
- Billy Crocker — um jovem corretor da Wall Street apaixonado por Hope.
- Hope Harcourt — Uma debutante estadunidense e objeto do amor de Billy.
- Moonface Martin  — gangster, "Inimigo público número 13"
- Lord Evelyn Oakleigh — Noivo de Hope
- Mrs. Evangeline Harcourt  — Mãe de Hope
- Bonnie/Erma — Namorada de Moonface
- Elisha J. Whitney — Banqueiro da Wall Street, chefe de Billy.
- ”Reno's Angels” (Purity, Charity, Chastity e Virtue). (Original de 1934 e do reavivamento de 1962 / concerto de 2002 e reavivamento de 2011) - Cantoras de apoio de Reno.
- Ritz Quartette (Original de 1934) / Lady Fair Quartet (Reavivamento de 1987)
- Ching e Ling ("Luke" e "John" no reavivamento de 1987 e no concerto de 2002) — Dois chineses que acompanham Bishop Henry T. Dobson
- Capitão Steward
- O Verdadeiro reverendo, Bishop Henry T. Dobson
- Tripulantes de navio, passageiros, repórteres, fotógrafos e agentes do FBI

## Números musicais
| Ato I - "Overture" – Orquestra - "I Get a Kick Out of You" – Reno Sweeney - "(There's No Cure Like Travel)/Bon Voyage" – Marinheiro, Mulher, Tripulantes do navio e Companhia - "All Through the Night" (No ato II em 1962, 1987, e no reavivamento de 2011) – Billy Crocker, Hope Harcourt e homens - "You'd Be So Easy to Love" (cortado em 1934, reinstalado para os reavivamentos de 1987 e 2011, como "Easy to Love") – Billy Crocker - "I Want to Row on the Crew" (apenas em 1987, chamado de "The Crew Song" no reavivamento de 2011) – Elisha J. Whitney - "Sailor's Chanty (There'll Always Be A Lady Fair)" (não estava em 1962) – Quarteto - "Where Are the Men?" (trocado por “Heaven hop") – Bonnie - "You're the Top" – Reno Sweeney e Billy Crocker - "Waltz Down the Aisle"– Billy Crocker e Hope Harcourt - "Friendship" (apareceu no reavivamento de 1962) – Reno Sweeney e Moonface Martin (Billy canta também em 1962) - "It's De-Lovely" (apareceu em 1962) – Billy Crocker e Hope Harcourt - "Anything Goes" – Reno Sweeney e Companhia | Ato 2 - "Entr'acte" – Orquestra - "Public Enemy Number One" –Capitão, Companhia - "Let's Step Out" (apenas em 1962) – Bonnie - "What a Joy to be Young" (apenas em 1934) – Hope Harcourt - "Let's Misbehave" (apenas em 1962) – Reno e Evelyn - "Blow, Gabriel, Blow" – Reno Sweeney e Companhia (Imediatamente segue "Public Enemy Number One" nos reavivamentos de 1987 e 2011) - "Goodbye, Little Dream, Goodbye" (nos reavivamentos de 1987 e 2011) – Hope Harcourt - "Be Like the Bluebird" – Moonface Martin - "All Through the Night" (Reprise, não incluídos em 1987 e 2011) – Billy Crocker, Hope Harcourt - "The Gypsy in Me" – Hope Harcourt (Lord Evelyn Oakleigh em 1987, 2011) - "Buddie, Beware" – Reno Sweeney (Erma e marinheiros em 1987 e 2011) - "Take Me Back to Manhattan" (apenas em 1962) – Reno Sweeney - "Finale (I Get a Kick Out of You)" (trocado por "Buddie Beware" na exibição de 1934, trocado em 2011 por uma canção com a melodia de "It's De-Lovely") – Reno Sweeney e Banda |

Essa lista mostra todas as canções que foram tocadas, mas sua posição no musical variam. Fonte: Internet Broadway Database listing
| Original de 1934 | Reavivamento de 1962 | Reavivamentos de 1987 e 2011 |
| “I Get a Kick Out of You” | “I Get a Kick Out of You” | “I Get a Kick Out of You” |
| --- | --- | --- |
| Reno afirma seu amor por Billy no bar no começo da cena I, sendo reprisado depois | Canção é cantada depois, quando Reno percebe que ela está apaixonada por Evelyn. | Mesmo de 1934. |
| "(There's No Cure Like Travel) Bon Voyage" | | |
| Os Marinheiros e passageiros do navio cantam "Bon Voyage" mas sem a parte de "There's No Cure Like Travel". | Mesmo de 1934. | Canção é cantada. ("There's No Cure Like Travel" foi escrita em 1934, mas depois cortada). |
| “You'd Be So Easy to Love” | | |
| Escrita para 1934, mas cortada nos ensaios. | — | |
| "The Crew Song" | | |
| — | — | Escrita originalmente em 1914 para um outro show, Paranoia. Elisha J. Whitney prepara-se para um encontro com a Sra. Evangeline Harcourt e canta sobre seus tempos de faculdade.                                                       |
| "Sailor's Chanty (There'll Always Be A Lady Fair)" | | |
| Cantada pelos marinheiros durante uma mudança de cena, e mais tarde reprisada. | — | Mesma de 1934, com versos a menos e sem reprise. |
| "Heaven Hop" | | |
| — | Originalmente escrita para Paris, Bonnie atrai o grupo de marinheiros. | — |
| "Where Are the Men?" | | |
| Bonnie atrai o grupo de marinheiros. | Trocado por "Heaven Hop". | — |
| “You're the Top” | | |
| Billy convence Reno a ajuda-lo para ganhar o coração de (onde "Friendship" iria nos reavivamentos). | Cantada no lugar de “I Get a Kick Out of You” no começo do show com menos versos. | Similar à versão de 1934, mas cantada antes de “You'd Be So Easy to Love”, também como poucos versos. |
| "Friendship" | | |
| — | Originalmente escrita para DuBarry Was a Lady; Reno, Billy, e Moonface cantam sobre sua amizade | Similar a 1962, mas apenas Reno e Moonface cantam, com algumas letras alternadas |
| “It's De-Lovely” | | |
| — | Originalmente escrito para Red, Hot and Blue; Billy e Hope têm um encontro romântico e onde estava "All Through the Night" estava em 1934 e “You'd Be So Easy to Love” estava em 1987. Eles também juntaram um grupo de mulheres e marinheiros do navio. | Cantado depois no musical, perto do finale do Ato I. Os Marinheiros e as mulheres não cantam, havendo uma sequência de dança no meio.                                                                                                  |
| “Anything Goes” | | |
| Cantado por Reno no final do Ato I quando ela considera casar-se com Evelyn. | Findado Ato I e cantado sobre Billy como Snake Eyes, do que sobre Evelyn. Possui letras alternadas. | Similar a 1962, com mais letras alternadas. Na versão de 2011 foi incluído um verso que na era ouvido desde 1962: "They think he's gangster number one, so they've made him their favorite son, and that goes to show: Anything Goes!" |
| "Ato I Finale" | | |
| Embora os reavivamentos tenham terminado o ato com “Anything Goes”, o original de 1934 possuía uma cena em que Hope rejeita Billy, que ainda estava disfarçado de Snake Eyes. Reno e Moonface tentam animá-lo com a reprise de “You're the Top”, mas sem sucesso. | Trocado por “Anything Goes”. | Trocado por “Anything Goes”. |
| "Public Enemy Number One" | | |
| Possui uma introdução em estilo de marcha com o quarteto de marinheiros | O verso de abertura é cortado deixando apenas a melodia, cantada estilo a cappella sem instrumentos, diferente das outras versões. | A introdução volta agora cantada pelo Capitão junto dos marinheiros. |
| "Let's Step Out" | | |
| — | Originalmente escrito para Fifty Million Frenchmen. Bonnie anima os passageiros logo após "Public Enemy Number One" com um número de dança. | — |
| "What a Joy to be Young" | | |
| Uma entristecida Hope canta sobre como preferia quando era ignorante, mas feliz. | — | — |
| “Let's Misbehave” | | |
| — | Originalmente escrita para Paris; Reno e Evelyn. | — |
| "Blow, Gabriel, Blow" | | |
| Cantada por Reno para animar todo mundo após Billy ser preso. | Mesmo de 1934. | Mesmo de 1934, mas cantada antes de Billy ser preso. |
| "Goodbye, Little Dream, Goodbye" | | |
| — | — | Originalmente escrita para Red, Hot and Blue. Cantada por Hope após Billy ser preso. |
| "Be Like the Bluebird" | | |
| Cantada por Moonface para animar Billy na cela. | Mesmo de 1934 (faltando um verso), mas cantada após "All Through the Night". | Mesmo de 1934 (faltando um verso). |
| “All Through the Night” | | |
| Cantada por Billy e Hope anteriormente, onde “It's De-Lovely” e “You'd Be So Easy to Love” foram nos reavivamentos, com coral. Reprisado na cela. | Mesmo da reprise de 1934, mas sem coral e com um verso a menos. | Mesmo da reprise de 1934, com coral mas menos versos. |
| "Gypsy in Me" | | |
| Cantado por Hope, que expressa seu lado “selvagem” após Billy dizer que ama. | — | Agora cantado por Evelyn, tornando-se um número cômico, além de adicionar o enredo do segredo bizarro de sua família. Similar a “Let's Misbehave”.                                                                                     |
| "Take Me Back to Manhattan" | | |
| — | Originalmente escrita para para The New Yorkers. Cantada por Reno e suas Angels. | — |
| "Buddie Beware" | | |
| Cantada por Reno sobre seus problemas com homens. Trocado depois com a reprise de “I Get a Kick Out of You”. | — | Cantada por Erma para os marinheiros que estão apaixonados por ela. Menos versos. |
| "Finale" | | |
| Reprises de “You're the Top” e “Anything Goes”. | Mesmo de 1934 | Reprises de “I Get a Kick Out of You” e “Anything Goes”. No reavivamento de 2011, o elenco reprisa “It's De-Lovely” e "Anything Goes".                                                                                                 |

## Produções

### Broadway

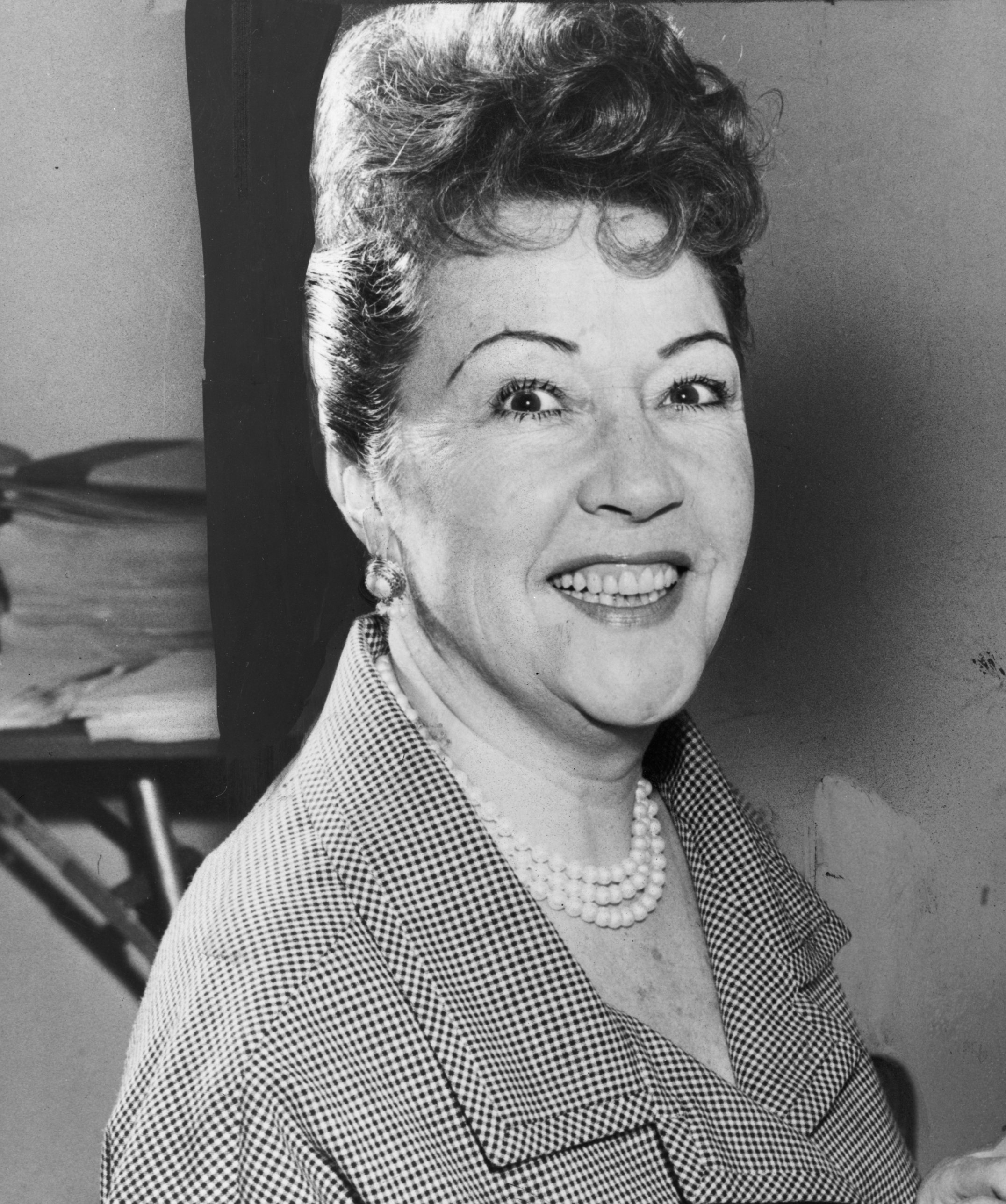
Ethel Merman em 1953, época em que retorna ao personagem em especial para TV

O musical realizou uma apresentação teste em Boston, antes de abrir na Broadway no Alvin Theatre em 21 de novembro de 1934. Foram realizada 420 performances, tornando-se o quarto mais longo musical da década de 1930, apesar do impacto da Grande Depressão sobre a renda das pessoas que frequentavam a Broadway. Dirigido por Howard Lindsay com coreografia de Robert Alton e cenário de Donald Oenslager, o musical estrelava  Ethel Merman como Reno Sweeney, William Gaxton como Billy Crocker e Victor Moore como Moonface Martin.

### West End
Charles B. Cochran, um gerente teatral britânico havia comprado os direitos de exibição em Londres durante a turnê em Boston,  tendo produzido a versão britânica em  West End. O musical foi aberto em 14 de junho de 1935 e realizou 261 apresentações. O elenco incluía Jeanne Aubert como Reno Sweeney (o nome mudou para Reno La Grange), Sydney Howard como Moonface Martin e Jack Whiting como Billy Crocker. P. G. Wodehouse foi contratado para substituir as referências especificamente americanas do libretto e letras com referências mais adequadas para um público Inglês.

### Reavivamento da Broadway em 1962
A produção foi revivida em uma produção Off Broadway em 1962, tendo inaugurado em em 15 de maio de 1962, no Teatro Orpheum. Foi dirigido por Lawrence Kasha com um elenco que incluía Hal Linden como Billy Crocker, Kenneth Mars como Sir Evelyn, e Eileen Rodgers como Reno Sweeney. Para esse reavivamento, o roteiro foi revisto para incorporar várias das alterações das versões do filme. A maioria das mudanças girava em torno da personagem anteriormente pequena Bonnie. Esta revisão também foi a primeira versão teatral de Anything Goes para incorporar várias músicas de outras obras de Porter: "Take Me Back to Manhattan" de The New Yorkers, 1930; "It's De-Lovely" de Red Hot and Blue, 1934; "Friendship" de DuBarry Was a Lady, 1939; de "Let's Misbehave" de Paris, 1928.

### Reavivamento da Broadway em 1987
Para o reavivamento de 1987, John Weidman e Timothy Crouse (filho de Russel) atualizaram o Libreto e re-ordenaram os números musicais, usando canções de Cole Porter de outros musicais, além de outras modificações na execução das canções.  Esta produção estreou no Vivian Beaumont Theater em 19 de Outubro de 1987 e realizou 784 apresentações. Com direção de Jerry Zaks e coreografia de Michael Smuin, ele estrelava Patti LuPone como Reno Sweeney, Howard McGillin como Billy, Bill McCutcheon como Moonface, e Anthony Heald como Lord Evelyn; Leslie Uggams e Linda Hart eram as atrizes de apoio para. A obra foi nomeada para dez Tony Awards (incluindo indicações para McGillin, LuPone, McCutcheon, e Heald), tendo vencido algumas das categorias.

### Reavivamento do West End em 1989
Quando a atriz/cantora britânica Elaine Paige ouviu falar do sucesso da produção de 1987  na Broadway, ela assistiu uma das apresentações do musical e estava determinada em trazer o Show para Londres. Para garantir um lugar no elenco da série, Paige decidiu que era melhor que ela mesma co-produzisse o show com seu então parceiro, o letrista Tim Rice. A produção de Londres abriu em Julho de 1989, na Prince Edward Theatre. Paige estrelou como Reno Sweeney   (ela foi substituída mais tarde na turnê por Louise Gold). O elenco original também estrelava Howard McGillin como Billy Crocker  (que foi substituído depois por John Barrowman),  Bernard Cribbins como Moonface e Kathryn Evans como Erma. O show transferido para a Austrália no mesmo ano, estrelando Geraldine Turner no papel de Reno Sweeney.

### Concerto de 2002
Em abril de 2002, um concerto de apenas uma noite foi realizado no Vivian Beaumont Theater. Patti LuPone atuou como Reno, Howard McGillin como Billy, e Boyd Gaines como Lord Evelyn Oakleigh. LuPone e Gaines viriam a estrelar juntos o reavivamento de  Gypsy em 2008.

### Reavivamentos em 2002-2003 de Londres e do West End
O Royal National Theatre reaviveu o musical, que estreou no Olivier Theatre em 18 de dezembro de 2002 e encerrou em 22 de março de 2003. A produção, em seguida, foi transferida para o West End, tendo corrido apresentações entre 26 de setembro de 2003 (em prévias) e 28 de agosto de 2004. Dirigido por Trevor Nunn, ele estrelava Sally Ann Triplett, John Barrowman e Yao Chin. Uma gravação com esse elenco desta produção está disponivel em DVD.

### Reavivamento da Broadway em 2011
O reavivamento do musical de 1987 reescrito abriu em 7 de Abril de 2011 no Teatro Stephen Sondheim, produzido pela Roundabout Theatre Company. As prévias começaram em 10 de março de 2011. Esta produção foi dirigida e coreografada por Kathleen Marshall com supervisão musical de Rob Fisher. Esse reavivamento manteve muito das  orquestrações de 1987 por Michael Gibson com algumas adições de arranjo por Bill Elliott.

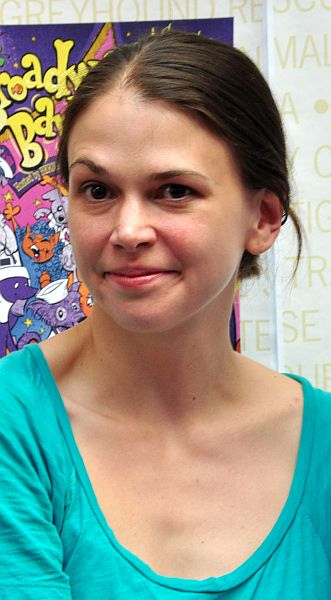
Sutton Foster na época de estreia do musical

Noite de abertura o elenco do show contou com Sutton Foster como Reno Sweeney, Joel Grey como Moonface Martin, Laura Osnes como Hope Harcourt, Jessica Walter como Evangeline Harcourt, Colin Donnell  como Billy Crocker, Adam Godley como Sir Evelyn Oakleigh, John McMartin como Eliseu Whitney, Jessica Pedra como Erma,   Robert Creighton como Purser, Andrew Cao como Luke, Raymond J. Lee como John, e Walter Charles como o capitão.   A produção foi recebida com crpiticas positivas pela midia especializada, e recebeu um total de nove nomeações ao Tony Award e dez ao Drama Desk Award, incluindo Melhor Atriz em um Musical, Melhor Diretor de Musical e Melhor Reavivamento de um Musical. O reavivamento ganhou o Drama Desk Awards e Tony Awards de Melhor Reavivamento e Melhor Coreografia e Foster ganhou o Drama Desk e Tony Awards de Melhor Atriz em um Musical.
Uma gravação do elenco desta produção tornou-se disponível para download digital em 23 de Agosto de 2011 e chegou às lojas em 20 de setembro de 2011.
Stephanie J. Block assumiu no lugar de Sutton Foster como Reno Sweeney em um número limitado de apresentações (04-23 novembro de 2011), enquanto Foster filmava um piloto para TV.    Block assumiu o papel de Reno em 15 de março de 2012 logo após Foster deixar o musical a assumir um papel em uma série de televisão . 
A produção estava originalmente programada para ser executada até 31 de julho de 2011, e foi inicialmente prorrogada até 29 de abril de 2012.   Ele foi prorrogada por mais duas vezes antes de fechar em 8 de julho de 2012 depois de 521 performances regulares e 32 prévias.  No anos seguintes, outras produções e turnês foram realizadas, nomeadamente a de turnê nacional de 2012 nos EUA, além de produções britânicas e australianas em 2015.

## Versões para cinema
Em 1936, a Paramount Pictures transformou Anything Goes em um filme musical. Ele estrelava Ethel Merman (mais uma vez como Reno), com Bing Crosby no papel de Billy Crocker. Outros membros do elenco incluíam Ida Lupino, Charles Ruggles, Arthur Treacher e Margaret Dumont. O diretor foi Lewis Milestone. Entre aqueles que contribuíram com novas canções foram Hoagy Carmichael, Richard A. Whiting, Leo Robin e Friedrich Hollaender.
O roteiro foi reescrito drasticamente para uma segunda versão do filme, também pela Paramount, lançado em 1956. Este filme novamente estrelava Bing Crosby (cujo personagem foi mais uma vez renomeado) e Donald O'Connor. Outros atores incluiam Zizi Jeanmaire e Mitzi Gaynor. O script afastou-se significativamente da história original e foi escrito por Sidney Sheldon. As músicas de Porter menos conhecidas foram cortadas, e novas canções, escritas por Jimmy Van Heusen e Sammy Cahn, foram as substitutas.

## Versão para Televisão
Em 1954, Ethel Merman, com a idade de quarenta e seis, reprisou seu papel como Reno em uma apresentação feita ao vivo para Televisão, co-estrelado por Frank Sinatra como o herói da história , agora renomeado para Harry Dane, além de outros nomes conhecidos da época.  Esta versão foi transmitida ao vivo em 28 de fevereiro de 1954, estando hoje preservada. A paresentação possuía cinco das canções originais além de várias outras canções de Porter, tendo mantido a premissa do navio, mas tinha um enredo um pouco diferente do original.
  It has been reported that Merman and Sinatra did not get along well; this was the only time they worked together.

## Prêmios e Indicações

### Reavivamento da Broadway de 1987
| Ano  | Premiação        | Categoria                                                     | Indicado                                            | Resultado |
| ---- | ---------------- | ------------------------------------------------------------- | --------------------------------------------------- | --------- |
| 1987 | Drama Desk Award | Drama Desk Award por Melhor Reavivamento de Musical           | Drama Desk Award por Melhor Reavivamento de Musical | Venceu    |
| 1987 | Drama Desk Award | Drama Desk Award de Melhor Ator em um Musical                 | Howard McGillin                                     | Indicado  |
| 1987 | Drama Desk Award | Drama Desk Award de Melhor Atriz em um Musical                | Patti LuPone                                        | Venceu    |
| 1987 | Drama Desk Award | Drama Desk Award de Melhor Ator em Destaque em um Musical     | Bill McCutcheon                                     | Venceu    |
| 1987 | Drama Desk Award | Drama Desk Award de Melhor Ator em Destaque em um Musical     | Anthony Heald                                       | Indicado  |
| 1987 | Drama Desk Award | Drama Desk Award de Melhor Diretor em um Musical              | Jerry Zaks                                          | Indicado  |
| 1987 | Drama Desk Award | Drama Desk Award de Melhor Coreografia                        | Michael Smuin                                       | Venceu    |
| 1987 | Drama Desk Award | Drama Desk Award de Melhor Orquestração                       | Cole Porter                                         | Indicado  |
| 1987 | Drama Desk Award | Drama Desk Award de Melhor Figurino                           | Tony Walton                                         | Indicado  |
| 1987 | Drama Desk Award | Drama Desk Award de Melhor Desenho de Cenário                 | Tony Walton                                         | Indicado  |
| 1987 | Drama Desk Award | Drama Desk Award de Melhor Desenho de Fotografia              | Paul Gallo                                          | Indicado  |
| 1987 | Tony Award       | Tony Awards para melhor Reavivamento de um Musical            | Tony Awards para melhor Reavivamento de um Musical  | Venceu    |
| 1987 | Tony Award       | Tony Award para Melhor Atuação de Ato Principal em um Musica  | Howard McGillin                                     | Indicado  |
| 1987 | Tony Award       | Tony Award de Melhor Atuação de Atriz Principal em um Musical | Patti LuPone                                        | Indicado  |
| 1987 | Tony Award       | Tony Award de Melhor Atuação de Ator Principal em um Musical  | Bill McCutcheon                                     | Venceu    |
| 1987 | Tony Award       | Tony Award de Melhor Atuação de Ator Principal em um Musical  | Anthony Heald                                       | Indicado  |
| 1987 | Tony Award       | Tony Award de Melhor Direção em um Musical                    | Jerry Zaks                                          | Indicado  |
| 1987 | Tony Award       | Tony Award de Melhor Coreografia                              | Michael Smuin                                       | Venceu    |
| 1987 | Tony Award       | Tony Award de Melhor Desenho de Cenário                       | Tony Walton                                         | Indicado  |
| 1987 | Tony Award       | Tony Award de Melhor Desenho de Figurino                      | Tony Walton                                         | Indicado  |
| 1987 | Tony Award       | Tony Award de Melhor Desenho de Fotografia                    | Paul Gallo                                          | Indicado  |

### Reavivamento de 1989 em Londres
| Ano  | Premiação              | Categoria                                              | Indicado     | Resultado |
| ---- | ---------------------- | ------------------------------------------------------ | ------------ | --------- |
| 1989 | Laurence Olivier Award | Laurence Olivier Award para Melhor Atriz em um Musical | Elaine Paige | Indicado  |

### Reavivamento de Londres em 2002
| Ano  | Premiação              | Categoria                                | Indicado                                 | Resultado |
| ---- | ---------------------- | ---------------------------------------- | ---------------------------------------- | --------- |
| 2002 | Laurence Olivier Award | Laurence Olivier Award de Melhor Musical | Laurence Olivier Award de Melhor Musical | Venceu    |

### Reavivamento da Broadway de 2011
| Ano  | Premiação                   | Categoria                                                     | Indicado                                            | Resultado |
| ---- | --------------------------- | ------------------------------------------------------------- | --------------------------------------------------- | --------- |
| 2011 | Tony Award                  | Tony Awards para melhor Reavivamento de um Musical            | Tony Awards para melhor Reavivamento de um Musical  | Venceu    |
| 2011 | Tony Award                  | Tony Award de Melhor Atuação de Atriz Principal em um Musical | Sutton Foster                                       | Venceu    |
| 2011 | Tony Award                  | Tony Award de Melhor Atuação de Ator Principal em um Musical  | Adam Godley                                         | Indicado  |
| 2011 | Tony Award                  | Tony Award de Melhor Direção em um Musical                    | Kathleen Marshall                                   | Indicado  |
| 2011 | Tony Award                  | Tony Award de Melhor Coreografia                              | Kathleen Marshall                                   | Venceu    |
| 2011 | Tony Award                  | Tony Award de Melhor Desenho de Cenário                       | Derek McLane                                        | Indicado  |
| 2011 | Tony Award                  | Tony Award de Melhor Desenho de Figurino                      | Martin Pakledinaz                                   | Indicado  |
| 2011 | Tony Award                  | Tony Award de Melhor Desenho de Fotografia                    | Peter Kaczorowski                                   | Indicado  |
| 2011 | Tony Award                  | Tony Award de Melhor Desenho de Som                           | Brian Ronan                                         | Indicado  |
| 2011 | Drama Desk Award            | Drama Desk Award por Melhor Reavivamento de Musical           | Drama Desk Award por Melhor Reavivamento de Musical | Venceu    |
| 2011 | Drama Desk Award            | Drama Desk Award de Melhor Ator em um Musical                 | Colin Donnell                                       | Indicado  |
| 2011 | Drama Desk Award            | Drama Desk Award de Melhor Atriz em um Musical                | Sutton Foster                                       | Venceu    |
| 2011 | Drama Desk Award            | Drama Desk Award de Melhor Ator em Destaque em um Musical     | Adam Godley                                         | Indicado  |
| 2011 | Drama Desk Award            | Drama Desk Award de Melhor Atriz em Destaque em um Musical    | Laura Osnes                                         | Indicado  |
| 2011 | Drama Desk Award            | Drama Desk Award de Melhor Diretor em um Musical              | Kathleen Marshall                                   | Indicado  |
| 2011 | Drama Desk Award            | Drama Desk Award de Melhor Coreografia                        | Kathleen Marshall                                   | Venceu    |
| 2011 | Drama Desk Award            | Drama Desk Award de Melhor Figurino                           | Martin Pakledinaz                                   | Indicado  |
| 2011 | Drama Desk Award            | Drama Desk Award de Melhor Desenho de Som                     | Brian Ronan                                         | Venceu    |
| 2011 | Drama Desk Award            | Drama Desk Award de Melhor Desenho de Cenário                 | Derek McLane                                        | Venceu    |
| 2011 | Outer Critics Circle Award  | Melhor Reavivamento de Musical                                | Melhor Reavivamento de Musical                      | Venceu    |
| 2011 | Outer Critics Circle Award  | Melhor atriz em Musical                                       | Sutton Foster                                       | Venceu    |
| 2011 | Outer Critics Circle Award  | Best Coreografia                                              | Kathleen Marshall                                   | Venceu    |
| 2011 | Broadway.com Audience Award | Atriz favorita em um Musical                                  | Sutton Foster                                       | Venceu    |
| 2011 | Broadway.com Audience Award | Melhor Apresentação de Diva                                   | Sutton Foster                                       | Indicado  |
| 2011 | Broadway.com Audience Award | Dupla Favorita no Palco                                       | Sutton Foster e Joel Grey                           | Indicado  |
| 2011 | Broadway.com Audience Award | Reavivamento Favorito de Musical                              | Reavivamento Favorito de Musical                    | Indicado  |
| 2011 | Broadway.com Audience Award | Ator Favorito em um Musical                                   | Joel Grey                                           | Indicado  |
| 2011 | Astaire Award               | Melhor dançarino na Broadway                                  | Sutton Foster                                       | Venceu    |
| 2012 | Grammy Award                | Grammy Award de melhor Álbum de Musical                       | Grammy Award de melhor Álbum de Musical             | Indicado  |